# Voel Sogn
Voel Sogn er et sogn i Silkeborg Provsti (Århus Stift).
I 1899 blev det nyoprettede Voel Sogn anneks til Linå Sogn. Kommunedannelsen fulgte ikke annekteringen, idet Voel Sogn dannede sognekommune med Skorup Sogn, der havde Tvilum Sogn som anneks. Alle disse sogne hørte til Gjern Herred i Skanderborg Amt. Linå blev en selvstændig sognekommune. Den blev ved kommunalreformen i 1970 indlemmet i Silkeborg Kommune, mens Skorup-Tvilum-Voel sognekommune blev indlemmet i Gjern Kommune, som ved strukturreformen i 2007 også indgik i Silkeborg Kommune. 
I Voel Sogn ligger Voel Kirke fra 1876. Det middelalderlige Sminge Kloster lå i Voel Sogn.
I sognet findes følgende autoriserede stednavne:
- Højgårde (bebyggelse)
- Overholt Plantage (areal)
- Sminge (bebyggelse, ejerlav)
- Sminge Sø (vandareal)
- Voel (bebyggelse, ejerlav)
- Voel Nørremark (bebyggelse)
- Voel Vestermark (bebyggelse)
- Voel Østermark (bebyggelse)